# Сквјежина
Сквјежина (пољ. Skwierzyna) је град у Пољској у Војводству Лубушком у Повјату międzyrzecki. Према попису становништва из 2011. у граду је живело 10.004 становника.

## Становништво
Према прелиминарним подацима са пописа, у граду је 2011. живело 10.004 становника.
| 2002.  | 2011.  | 2012. |
| ------ | ------ | ----- |
| 10.212 | 10.004 | 9.941 |

## Партнерски градови
- Бернау бај Берлин